# 2016 en athlétisme
Cet article récapitule les faits marquants de l'année 2016 en athlétisme, les grandes compétitions de l'année, les records mondiaux et continentaux battus en 2016 et les décès d'athlètes survenus cette même année.

## Compétitions

### Mondiales
- Jeux olympiques
- Jeux paralympiques
- Championnats du monde en salle
- Championnats du monde de semi-marathon
- Championnats du monde juniors
- Coupe du monde de marche
- Championnats ibéro-américains
- Championnats arabes juniors
- Championnats du monde de course en montagne

### Continentales

#### Afrique
- Championnats d'Afrique
- Championnats d'Afrique de cross

#### Amérique du Nord et centrale
- Championnats d'Amérique du Sud espoirs

#### Asie
- Championnats d'Asie en salle
- Championnats d'Asie juniors

#### Europe
- Championnats d'Europe
- Championnats d'Europe de cross
- Coupe d'Europe hivernale des lancers

#### Océanie
- Championnats d'Océanie

### Autres compétitions
- Ligue de diamant

## Records

### Records du monde
| Epreuve           | Athlète           | Nation         | Performance        | Compétition              | Lieu           | Date            |
| ----------------- | ----------------- | -------------- | ------------------ | ------------------------ | -------------- | --------------- |
| 400 m             | Wayde Van Niekerk | Afrique du Sud | 43 s 03            | Jeux olympiques          | Rio de Janeiro | 15 août 2016    |
| 10 000 m          | Almaz Ayana       | Éthiopie       | 29 min 17 s 45     | Jeux olympiques          | Rio de Janeiro | 12 août 2016    |
| 100 m haies       | Kendra Harrison   | États-Unis     | 12 s 20 (+0,3 m/s) | Muller Anniversary Games | Londres        | 22 juillet 2016 |
| 3 000 m steeple   | Ruth Jebet        | Bahreïn        | 8 min 52 s 78      | Meeting de Paris         | Paris          | 27 août 2016    |
| Lancer du marteau | Anita Włodarczyk  | Pologne        | 82,98 m            |                          | Varsovie       | 28 août 2016    |

| Épreuve | Athlète           | Nation   | Performance   | Compétition | Lieu      | Date            |
| ------- | ----------------- | -------- | ------------- | ----------- | --------- | --------------- |
| 1 000 m | Ayanleh Souleiman | Djibouti | 2 min 14 s 20 |             | Stockholm | 17 février 2016 |
| 1 mile  | Genzebe Dibaba    | Éthiopie | 4 min 13 s 31 |             | Stockholm | 17 février 2016 |

### Records continentaux
| Épreuve         | Athlète           | Nation         | Performance         | Compétition     | Lieu           | Date            |
| --------------- | ----------------- | -------------- | ------------------- | --------------- | -------------- | --------------- |
| 400 m           | Wayde van Niekerk | Afrique du Sud | 43 s 03 (WR)        | Jeux olympiques | Rio de Janeiro | 14 août 2016    |
| Décathlon       | Larbi Bourrada    | Algérie        | 8521 points         | Jeux olympiques | Rio de Janeiro | 18 août 2016    |
| 1 000 m         | Ayanleh Souleiman | Djibouti       | 2 min 14 s 20 (i)   |                 | Stockholm      | 17 février 2016 |
| 100 m           | Murielle Ahouré   | Côte d'Ivoire  | 10 s 78 (+1,6 m/s)  |                 | Montverde      | 11 juin 2016    |
| 10 000 m        | Almaz Ayana       | Éthiopie       | 29 min 17 s 45 (WR) | Jeux olympiques | Rio de Janeiro | 12 août 2016    |
| 10 000 m marche | Grace Wanjiru     | Kenya          | 44 min 41 s 8       |                 | Thika          | 6 mars 2016     |
| 1 mile          | Genzebe Dibaba    | Éthiopie       | 4 min 13 s 31 (i)   |                 | Stockholm      | 17 février 2016 |

| Épreuve          | Athlète                                                         | Nation  | Performance        | Compétition                  | Lieu           | Date              |
| ---------------- | --------------------------------------------------------------- | ------- | ------------------ | ---------------------------- | -------------- | ----------------- |
| 100 m            | Femi Ogunode                                                    | Qatar   | 9 s 91 (+0,6 m/s)  |                              | Gainesville    | 22 avril 2016     |
| 4 × 100 m        | Ryōta Yamagata Shōta Iizuka Yoshihide Kiryū Asuka Cambridge     | Japon   | 37 s 60            | Jeux olympiques              | Rio de Janeiro | 16 août 2016      |
| Triple saut      | Dong Bin                                                        | Chine   | 17,41 m (i)        |                              | Nankin         | 29 février 2016   |
| 5 km             | Violah Jepchumba                                                | Bahreïn | 14 min 46          |                              | Prague         | 10 septembre 2016 |
| 3 000 m steeple  | Ruth Jebet                                                      | Bahreïn | 8 min 52 s 78 (WR) | Meeting de Paris             | Paris          | 27 août 2016      |
| 400 m            | Kemi Adekoya                                                    | Bahreïn | 51 s 45 (i)        |                              | Portland       | 19 mars 2016      |
| Saut à la perche | Li Ling                                                         | Chine   | 4,70 m             | Championnats d'Asie en salle | Doha           | 19 février 2016   |
| 4 × 400 mètres   | Salwa Eid Naser Aminat Yusuf Jamal Iman Isa Jassim Kemi Adekoya | Bahreïn | 3 min 35 s 07      | Championnats d'Asie en salle | Doha           | 21 février 2016   |

| Épreuve           | Athlète          | Nation  | Performance       | Compétition          | Lieu      | Date         |
| ----------------- | ---------------- | ------- | ----------------- | -------------------- | --------- | ------------ |
| 100 m             | Jimmy Vicaut     | France  | 9 s 86 (+1,8 m/s) | Meeting de Montreuil | Montreuil | 7 juin 2016  |
| Lancer du marteau | Anita Włodarczyk | Pologne | 82,98 m (WR)      |                      | Varsovie  | 28 août 2016 |

| Épreuve          | Athlète                  | Nation     | Performance     | Compétition                    | Lieu           | Date            |
| ---------------- | ------------------------ | ---------- | --------------- | ------------------------------ | -------------- | --------------- |
| Saut à la perche | Shawnacy Barber          | Canada     | 6,00 m (i)      |                                | Reno           | 15 janvier 2016 |
| 10 000 m         | Molly Huddle             | États-Unis | 30 min 13 s 17  | Jeux olympiques                | Rio de Janeiro | 12 août 2016    |
| 10 km            | Shalane Flanagan         | États-Unis | 30 min 52 s     |                                | Boston         | 26 juin 2016    |
| 100 m haies      | Kendra Harrison          | États-Unis | 12 s 20 (WR)    | Muller Games Anniversary       | Londres        | 22 juillet 2016 |
| 20 km marche     | María Guadalupe González | Mexique    | 1 h 26 min 17 s |                                | Rome           | 7 mai 2016      |
| Saut à la perche | Jennifer Suhr            | États-Unis | 5,03 m (i)      |                                | Brockport, NY  | 30 janvier 2016 |
| Lancer du poids  | Michelle Carter          | États-Unis | 20,21 m         | Championnats du monde en salle | Portland       | 19 mars 2016    |
| Pentathlon       | Brianne Theisen-Eaton    | Canada     | 4881 points     | Championnats du monde en salle | Portland       | 18 mars 2016    |

| Épreuve          | Athlète          | Nation           | Performance        | Compétition                    | Lieu     | Date            |
| ---------------- | ---------------- | ---------------- | ------------------ | ------------------------------ | -------- | --------------- |
| 10 km            | Zane Robertson   | Nouvelle-Zélande | 27 min 28 s        |                                | Berlin   | 9 octobre 2016  |
| Saut en longueur | Fabrice Lapierre | Australie        | 8,25 m             | Championnats du monde en salle | Portland | 20 mars 2016    |
| 3 000 m steeple  | Genevieve LaCaze | Australie        | 9 min 14 s 28      | Meeting de Paris               | Paris    | 27 août 2016    |
| Saut en longueur | Brooke Stratton  | Australie        | 7,05 m (+2,00 m/s) |                                | Perth    | 12 mars 2016    |
| 1 500 m          | Melissa Duncan   | Australie        | 4 min 06 s 96      |                                | Boston   | 14 février 2016 |

| Épreuve           | Athlète              | Nation   | Performance   | Compétition     | Lieu                  | Date            |
| ----------------- | -------------------- | -------- | ------------- | --------------- | --------------------- | --------------- |
| Saut à la perche  | Thiago Braz da Silva | Brésil   | 6,03 m        | Jeux olympiques | Rio de Janeiro        | 15 août 2016    |
| Lancer du marteau | Wagner Domingos      | Brésil   | 78,63 m       |                 | Celje                 | 19 juin 2016    |
| 50 km marche      | Andrés Chocho        | Équateur | 3 h 42 min 57 |                 | Ciudad Juárez         | 6 mars 2016     |
| Saut à la perche  | Thiago Braz da Silva | Brésil   | 5,93 m (i)    |                 | Berlin                | 13 février 2016 |
| Semi-marathon     | Gladys Tejeda        | Pérou    | 1 h 10 min 14 |                 | Cardiff               | 26 mars 2016    |
| Saut à la perche  | Fabiana Murer        | Brésil   | 4,87 m        |                 | São Bernardo do Campo | 3 juillet 2016  |
| Lancer du javelot | Flor Ruíz            | Colombie | 63,84 m       |                 | Cali                  | 25 juin 2016    |
| 60 m              | Rosângela Santos     | Brésil   | 7 s 17 (i)    |                 | Berlin                | 13 février 2016 |
| Pentathlon        | Vanessa Spínola      | Brésil   | 4292 points   |                 | Tallinn               | 14 février 2016 |

## Décès
- 8 février : John Disley, athlète britannique spécialiste du 3 000 mètres steeple.
- 10 février : Youri Doumtchev, lanceur de disque russe.
- 11 mars : Iolanda Balas, sauteuse en hauteur roumaine, double championne olympique et multiple recordman du monde[1].
- 28 mars: Edmund Piątkowski, lanceur de disque polonais, recordman du monde.
- 7 avril: Carlo Monti, sprinteur italien.
- 21 avril: Ferenc Paragi, lanceur de javelot hongrois, recordman du monde.
- 12 mai: Mike Agostini, sprinteur trinidadien.
- 16 mai : Woldemeskel Kostre, entraîneur de fond éthiopien[2].
- 22 décembre : Miruts Yifter, coureur de fond éthiopien, double champion olympique[3].